# Haleth
En el legendarium de J. R. R. Tolkien, Haleth es una mujer, amazona, que capitaneó la hueste edain que los elfos y hombres llamaron la casa de Haleth, porque ella los conducía al llegar estos a Estolad.

## Historia
Haleth era hija de Haldad. Quedó al frente de su pueblo, los Haladim, tras la muerte de su padre; cuando los Orcos de Morgoth, fueron derrotados por la ayuda de los Noldor de Caranthir, cuando vivían en Thargelion. Marchó con el resto de su pueblo hasta Estolad en donde se establecieron por un tiempo; a pesar de que Caranthir, reconociendo la valentía de los hombres, le ofreció quedarse o marchar al norte. Haleth de espíritu indomable, rechazó cortésmente el ofrecimiento y marchó al sur. 
Pero pronto deseó seguir buscando nuevas tierras en donde habitar, fue así que dejando parte de su pueblo en “El Campamento” siguió hacia el norte; luego de pasar por Nan Dungortheb, con muchas penurias y pérdidas, una parte de sus seguidores se quedó en Britiach; y ella se instaló en el bosque de Brethil hasta su muerte. Y ”(...)su pueblo levantó un montículo verde en las alturas del bosque Tûr Haretha, el Túmulo de la Señora, Haudh-en-Arwen en lengua Sindarin.” (Quenta Silmarillion. Cap 17)
- Datos: Q2425582